# Lefèvre-Utile

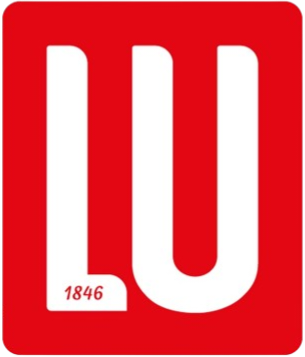
Logo von Lefèvre-Utile

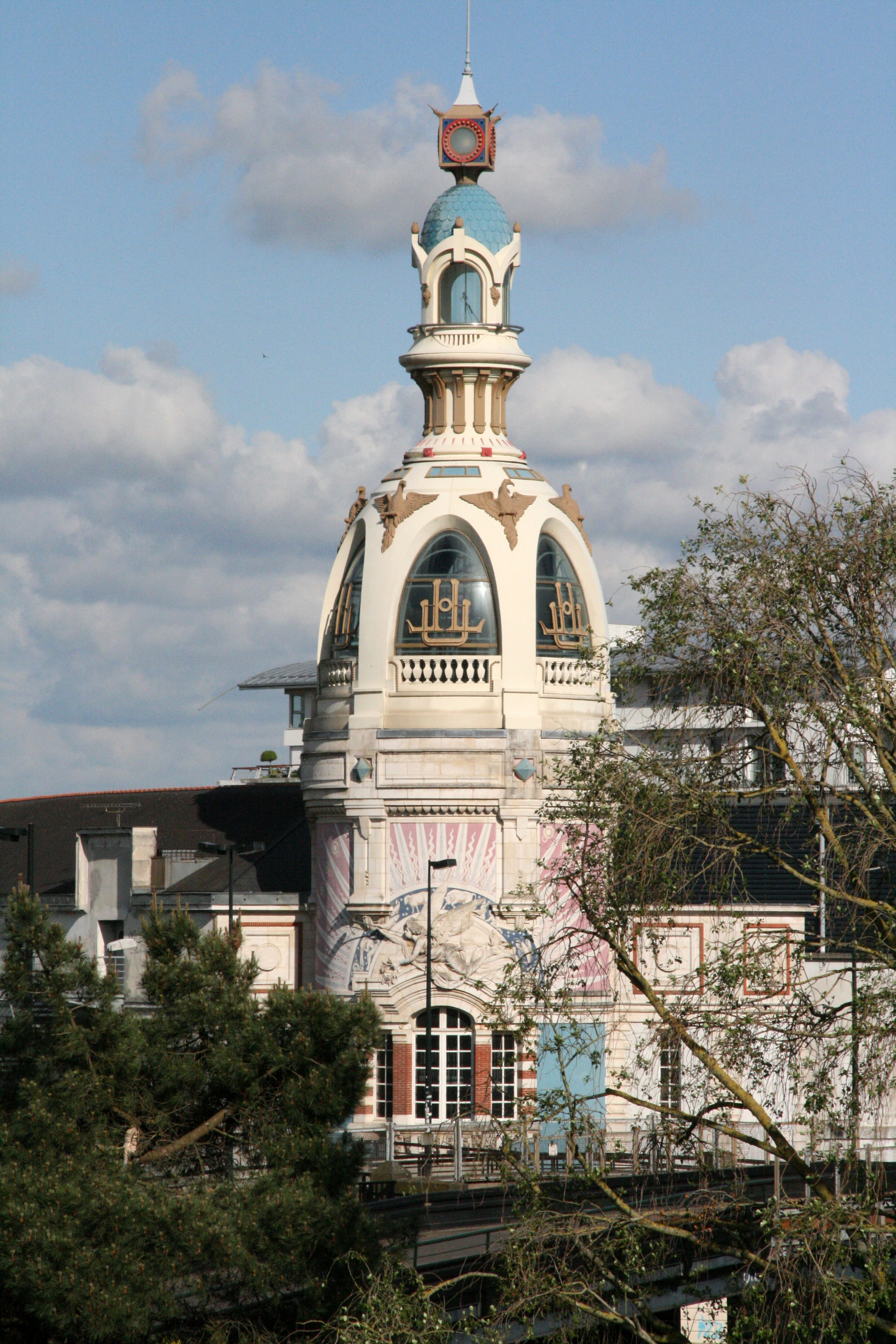
Tour LU, der noch existierende der beiden historischen Türme der Keksfabrik nach der 1998 abgeschlossenen Renovierung

Lefèvre Utile, besser bekannt unter der Abkürzung LU, ist der Name eines 1846 in Nantes gegründeten und seit 2007 zu Kraft Foods/Mondelēz International gehörigen französischen Unternehmens der Lebensmittelindustrie.

## Geschichte

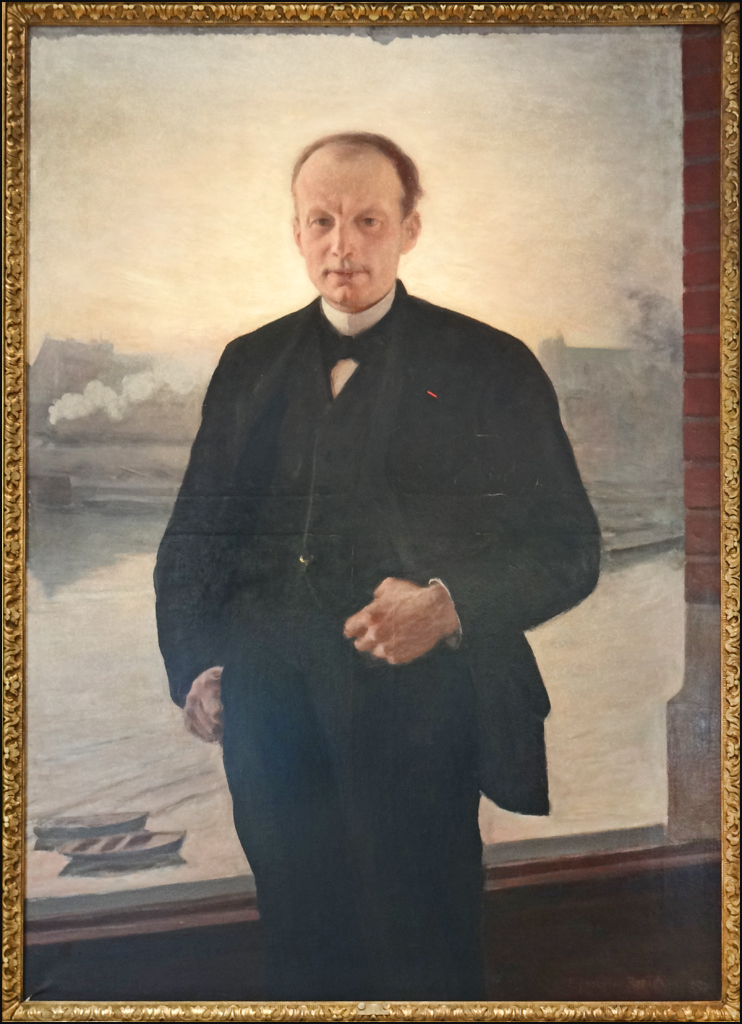
Louis Lefèvre-Utile

Jean-Romain Lefèvre eröffnete 1846 in Nantes eine kleine Zuckerbäckerei in der Rue Boileau Nr. 5. Der Erfolg seiner Kekse machte das kleine Unternehmen bekannt. Die Heirat mit der geschäftstüchtigen Pauline-Isabelle Utile führte zur Umbenennung in Pâtisserie Lefèvre Utile. 1854 wurde der Betrieb erstmals vergrößert und die Verkaufsstelle architektonisch luxuriös gestaltet, beim Verkauf achtete man auf besondere Hygiene.
1882 übernahm Louis Lefèvre-Utile (1858–1940), der Sohn des früh verstorbenen Firmengründers, die Leitung des Unternehmens und entwickelte es zum mechanisierten Großbetrieb. 1885 errichtete er am Quai Baco eine Keksfabrik mit einer Dampfmaschine. Dort konnten 130 Arbeiter auf 2000 Quadratmetern beschäftigt werden. Bald machte der 1886 kreierte Butterkeks Petit-Beurre zwei Drittel der Produktion aus. Der Unternehmer orientierte sich an britischen Vorbildern wie etwa T. & T. Vicars. Ein Großbrand am 4. Mai 1888 beeinträchtigte nicht den Aufstieg des Unternehmens.
Louis Lefèvre-Utile legte großen Wert auf effiziente Werbung: So fanden aktuelle politische Ereignisse wie Staatsbesuche, Louis Blériots Kanalflug etc. ihren Widerhall in Sonderprodukten. Bei der Weltausstellung Paris 1900 erregte der weithin sichtbare LU-Pavillon mit seinem 36 Meter hohen Leuchtturm Aufsehen, ein Werk des Architekten Auguste Bluysen. Die Spitze des Turms war nach einer der damals üblichen LU-Keksdosen gestaltet. In ähnlicher Art gestaltete der Architekt auch die beiden Zwillingstürme der Fabrik.
Auch nach dem Ersten Weltkrieg blieb die Keksfabrik ein Familienunternehmen. Louis Lefèvre-Utile protestierte allerdings vergeblich gegen die Zuschüttung des vor seiner gestalterisch anspruchsvollen Fabrik gelegenen Arms der Loire und die Nutzung des Geländes durch die Eisenbahn. In der Folge übernahm sein Sohn Michel Lefèvre-Utile zunehmend Führungsaufgaben. Dessen Sohn und Nachfolger Patrick Lefèvre-Utile beschloss, sich auch dem Exportgeschäft zu widmen, sah sich aber bald gezwungen, auf dem hart umkämpften Markt Allianzen einzugehen.
1968 schlossen sich sechs Unternehmen der Branche unter dem Namen LU-Brun & Associés zusammen. Der Präsident dieser Unternehmensgruppe wurde Patrick Lefèvre-Utile, doch im Laufe der Zeit verlor die Familie ihren bestimmenden Einfluss auf LU. In schneller Abfolge kam es nun zu grenzüberschreitenden Zusammenschlüssen. Générale Biscuit, ab 1978 an der Börse eingeführt, war ein Konglomerat von 32 Unternehmen und hielt den dritten Rang in der Branche hinter Nabisco und United Biscuits. 1986 errichtete Générale Biscuit eine neue, hochmoderne Fabrik in La Haie-Fouassière. Die Fabrik in Nantes hatte 1989 ausgedient. Es folgten turbulente Jahre unter der Dominanz von Danone und schließlich der Kauf durch den amerikanischen Konzern Kraft Foods/Mondelēz International.
Die eher patriarchale Tradition des ehemaligen Familienunternehmens wurde durch scharfe Orientierung an maximaler Effizienz ersetzt, was auch zu sozialen Spannungen führte.

## Kulturelle Bedeutung
Zu den Künstlern, die für LU arbeiteten, gehören u. a. Alfons Mucha, Luigi Loir, Firmin Bouisset, Jean-Michel Folon und Raymond Savignac.
Das zentral in Schlossnähe gelegene Werk war einst ein Wahrzeichen von Nantes. Dieses architektonische Ensemble ist heute weitgehend zerstört.

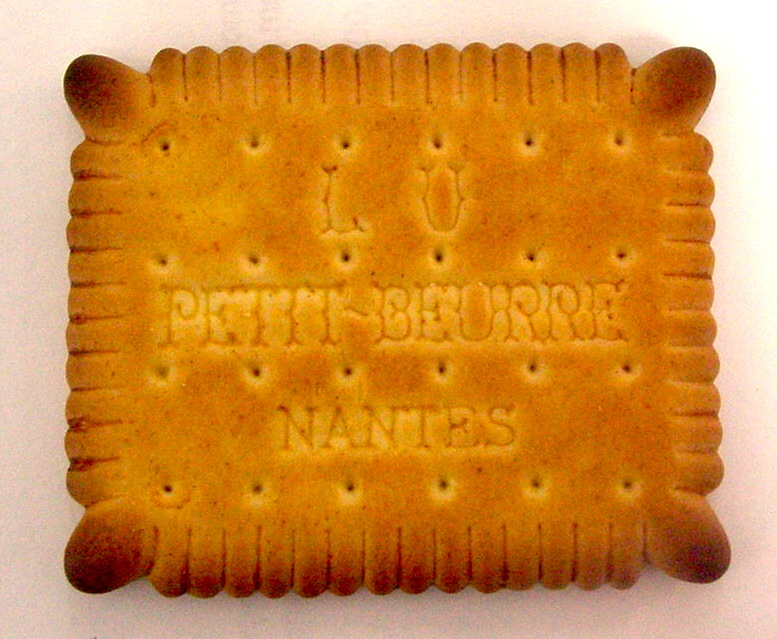
Petit-Beurre LU von 1886
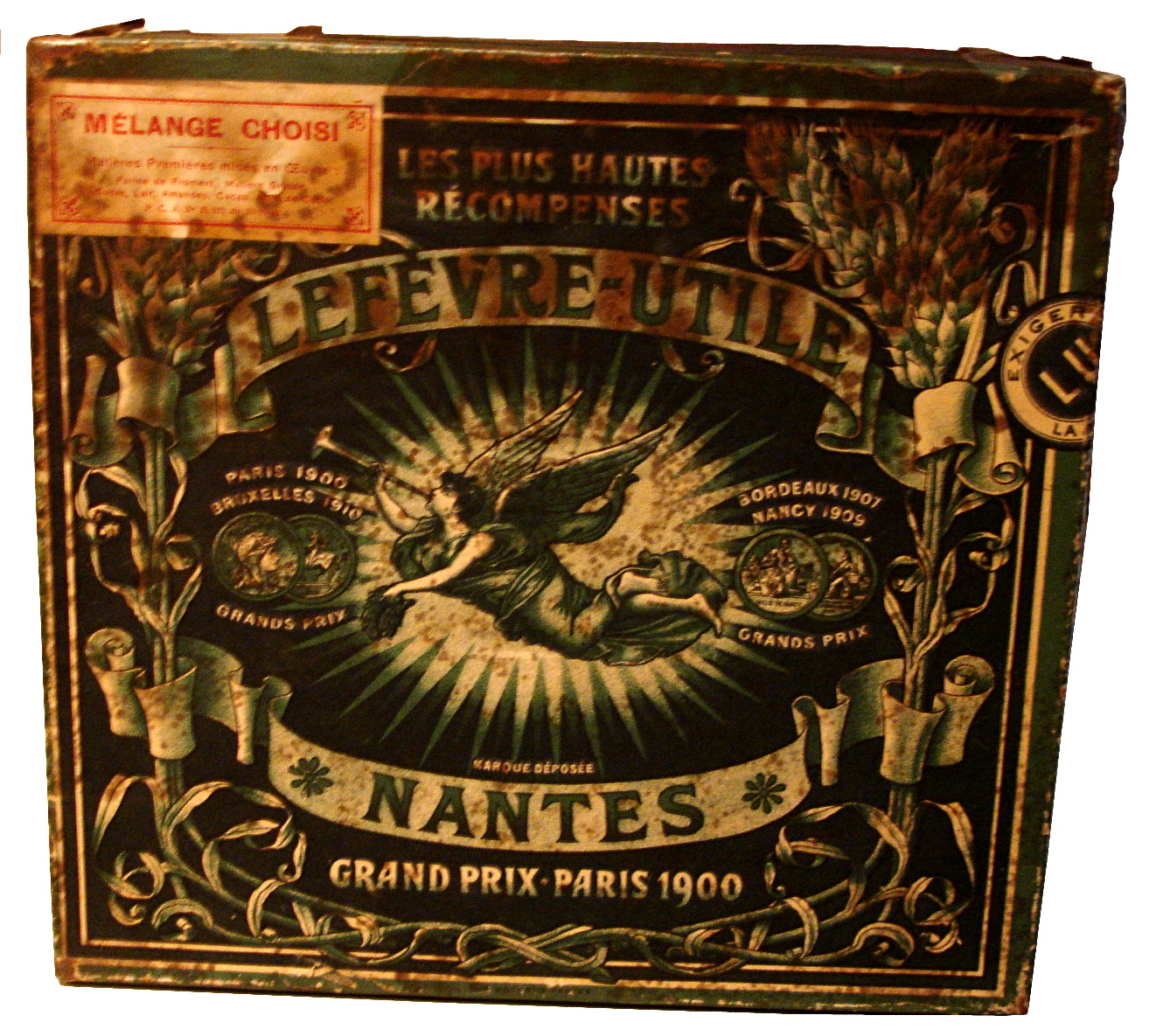
LU-Keksdose von 1910
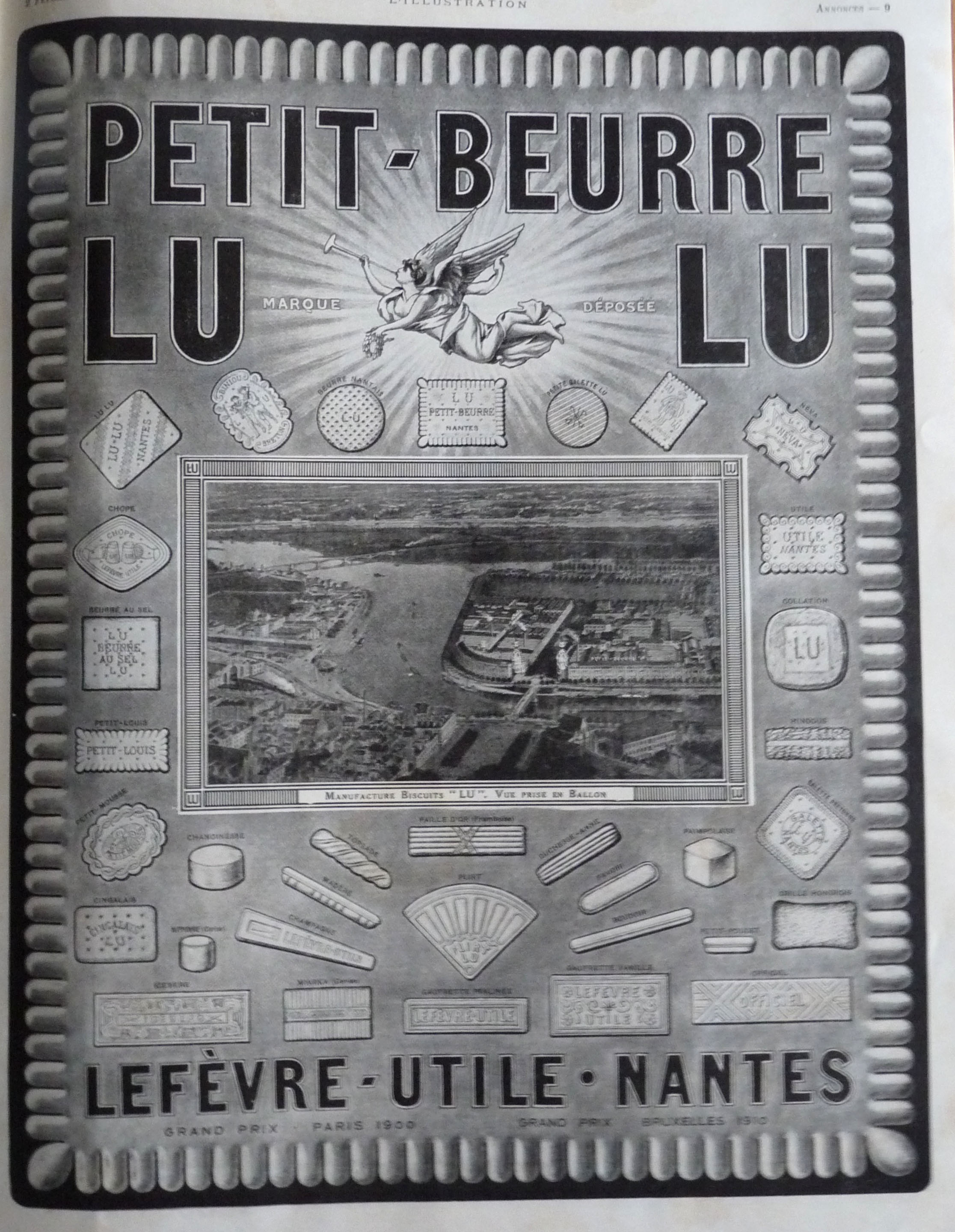
Manufacture Biscuits „LU“ : Vue prise en ballon („Keksfabrik LU: Ansicht aus dem Ballon“) Reklame in L’Illustration, 1924
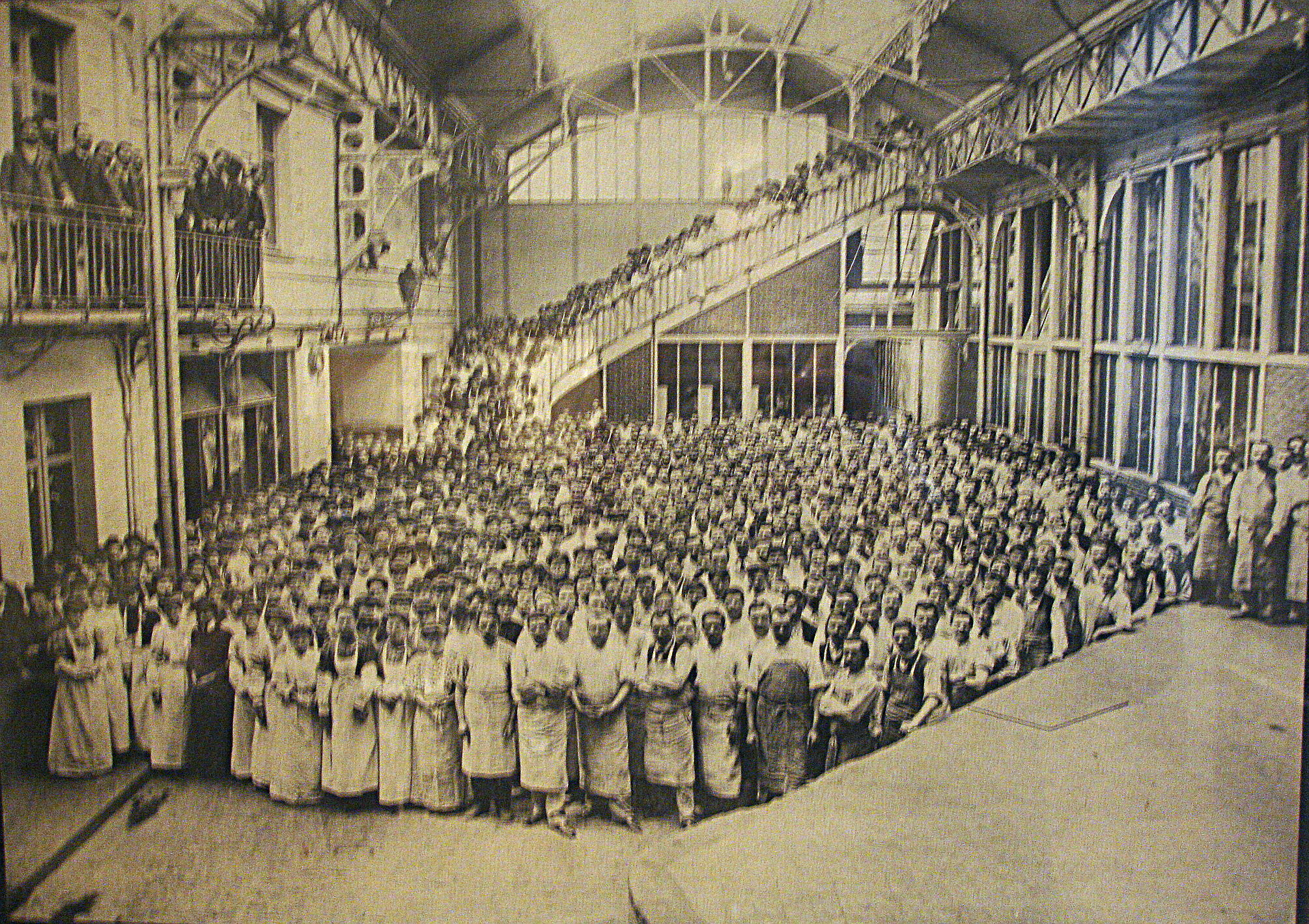
Arbeiter bei LU 1907
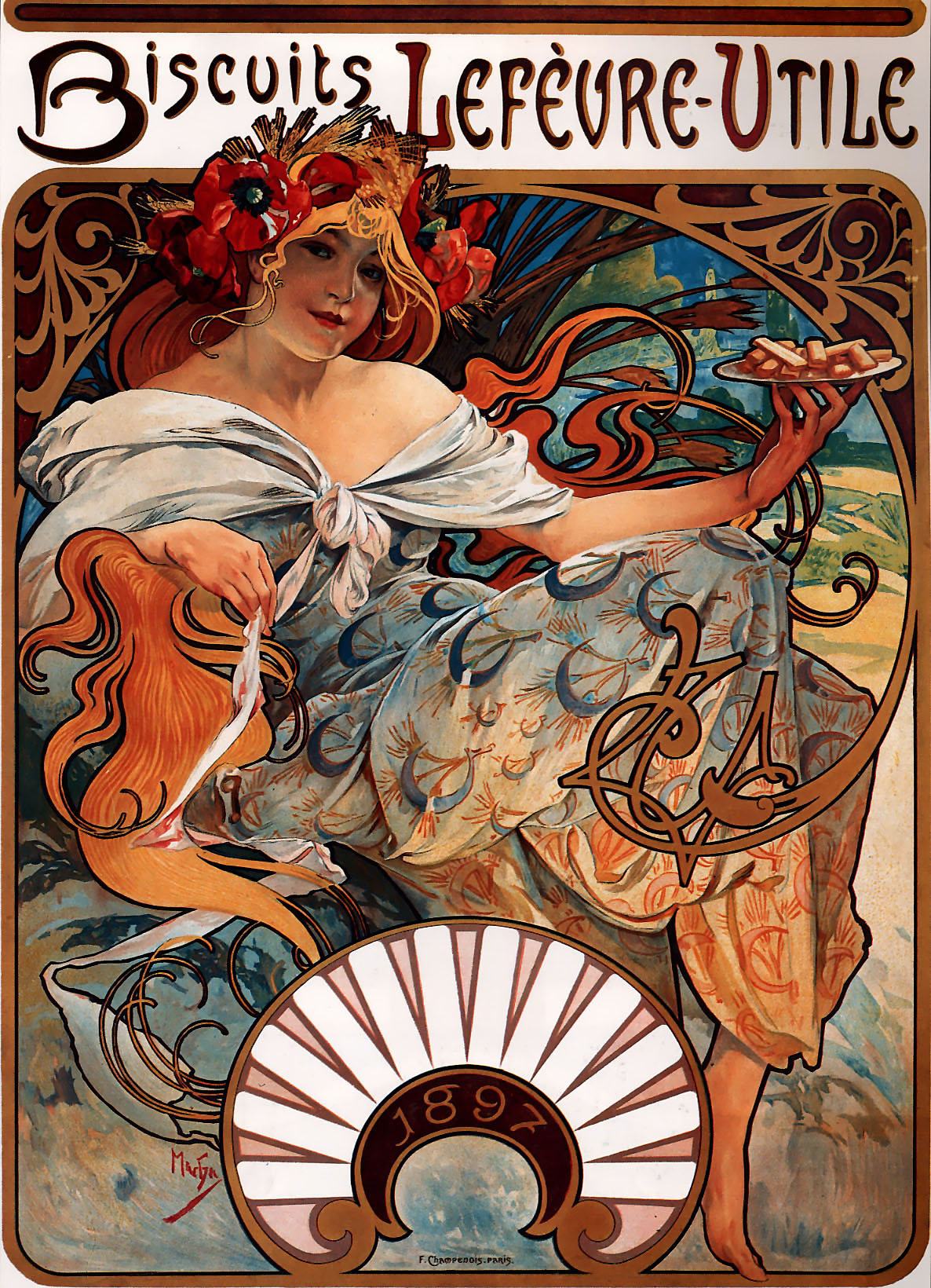
Alfons Mucha, Reklameplakat 1896.
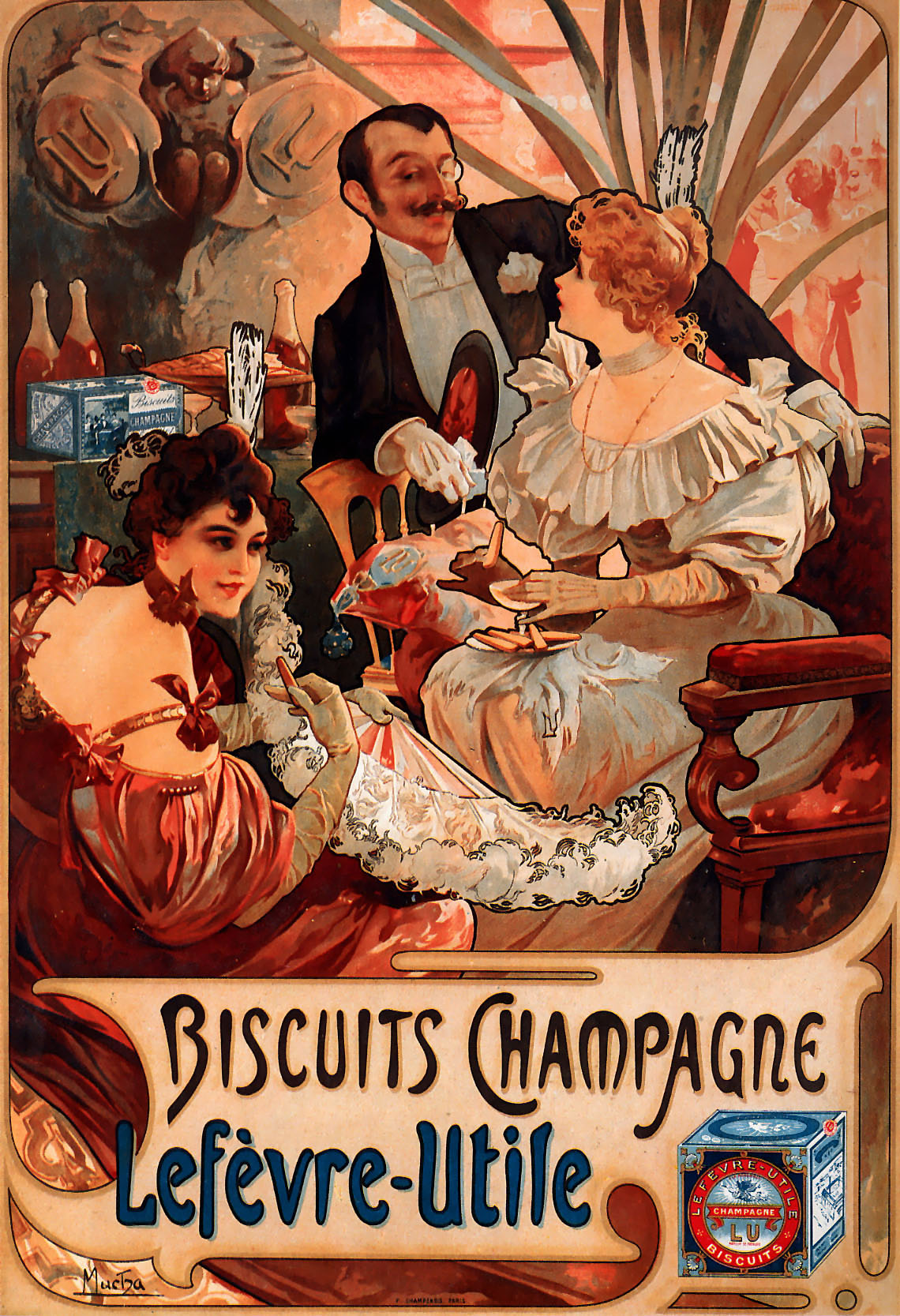
Alfons Mucha, Reklameplakat 1896.
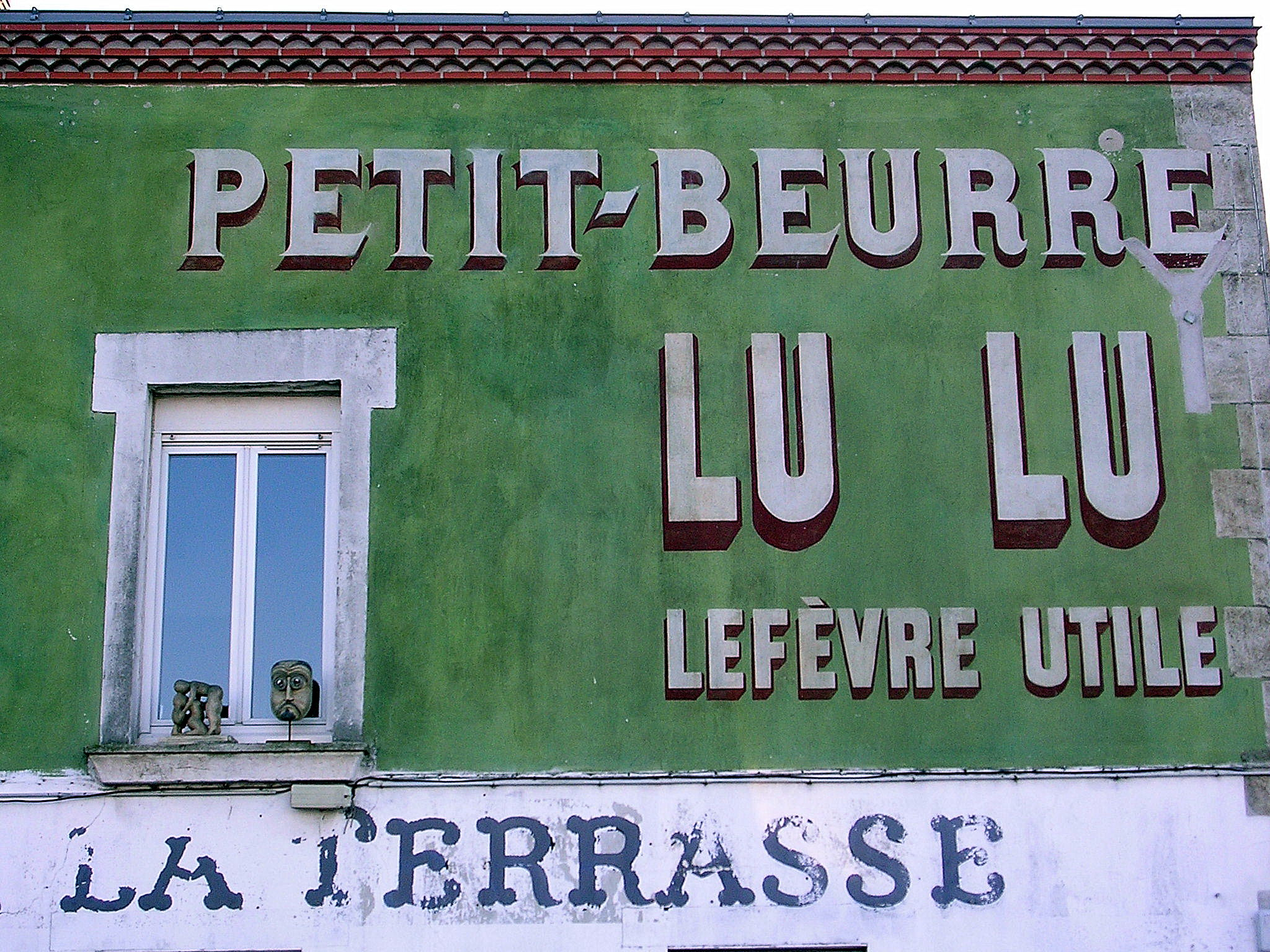
Wandreklame für LU in Trentemoult